# Kolašin (município)
Kolašin é um município de Montenegro. Sua capital é a vila de Kolašin.

## Demografia
De acordo com o censo de 2003 a população do município era composta de:
- Montenegrinos (50,35%)
- Sérvios (44,60%)
- Muçulmanos por nacionalidade (0,34%)
- Croatas (0,11%)
- Bósnios (0,01%)
- Albaneses (0,01%)
- outros (0,74%)
- não declarados (3,84%)